# Zamarada viettei
Zamarada viettei är en fjärilsart som beskrevs av Fletcher 1974. Zamarada viettei ingår i släktet Zamarada och familjen mätare. Inga underarter finns listade i Catalogue of Life.